# نادي الهلال (السعودية)

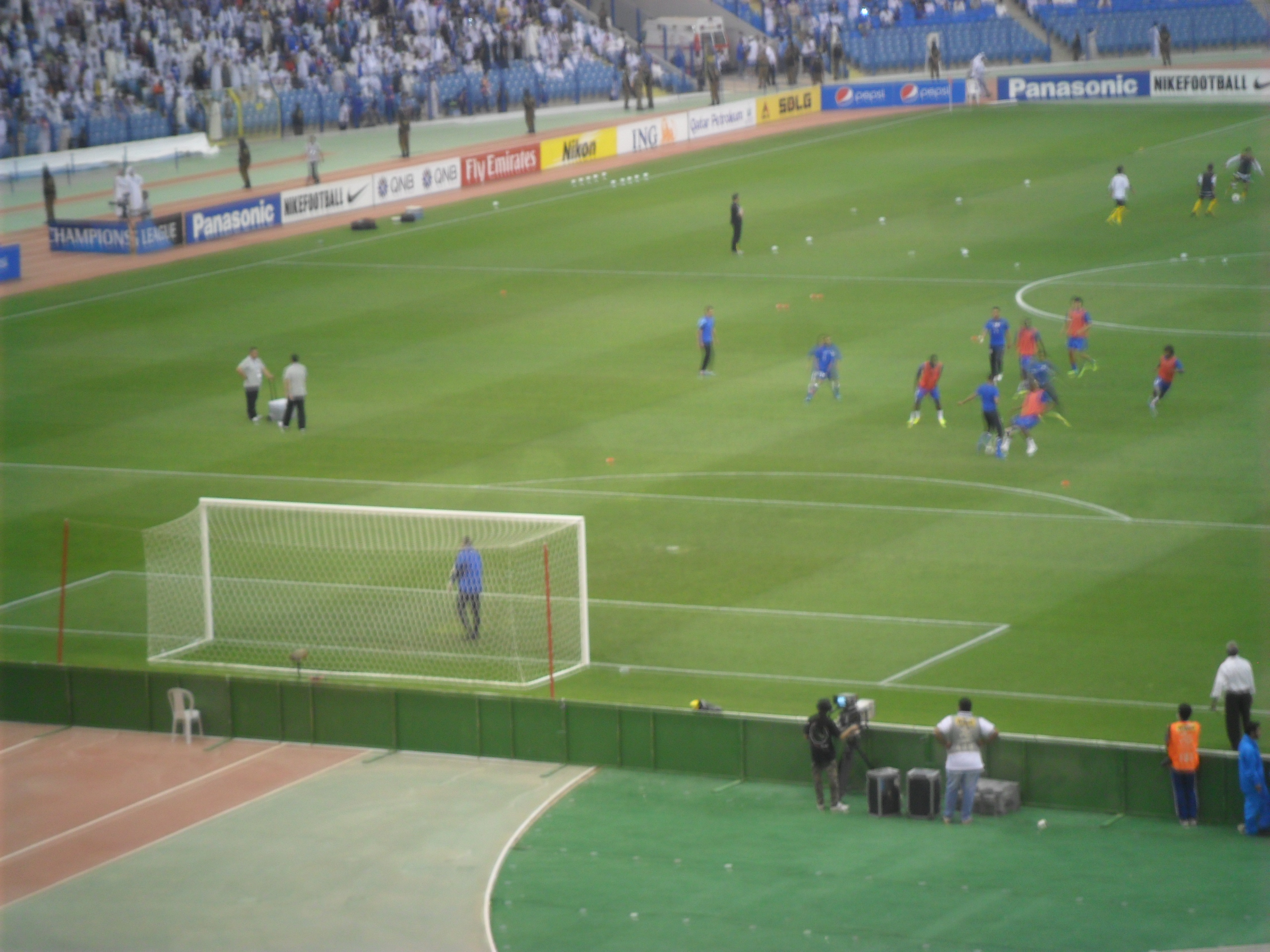
لاعبو النادي أثناء التدريب

نادي الهلال السعودي لكرة القدم هو نادٍ كرة قدم سعودي محترف، أُسس عام 1957، مقرّه في العاصمة السعودية الرياض ويعتبر الفريق الأول في السعودية من حيث عدد البطولات المحلية، وأكثر الأندية الآسيوية فوزاً بالبطولات القارية بمختلف مسمياتها، إذ تبلغ عدد بطولاته على المستوى المحلي والإقليمي والقاري 70 بطولة، ويحتل الفريق الأول لكرة القدم نادي الهلال السعودي المرتبة التاسعة والسبعين عالميا في قائمة أفضل 100 فريق كرة قدم في العالم خلال فترة القرن العشرين من حيث تحقيق البطولات المحلية والقارية من قبل الاتحاد الدولي لتاريخ وإحصاءات كرة القدم.
يُعدّ الهلال أكثر الأندية تحقيقاً لبطولة الدوري السعودي للمحترفين بإحدى وعشرين بطولة، إلى جانب تزعمه كأس ولي العهد بثلاثة عشر بطولة وهو رقم قياسي، وكأس الاتحاد السعودي لكرة القدم الذي سُمي لاحقاً (بكأس الأمير فيصل بن فهد) سبع مرات وهو رقم قياسي، بالإضافة إلى كأس خادم الحرمين الشريفين إحدى عشرة مرة ويُعد الفريق الأول لكرة القدم بنادي الهلال السعودي أكثر الأندية السعودية تحقيقاً للبطولات الخارجية بواقع بطولتين لـ كأس الخليج العربي للأندية وأربع بطولات عربية للأندية على النحو التالي: حيث حقق كأس العرب للأندية الأبطال مرتين وكأس الكؤوس العربية مرة واحدة وكأس السوبر العربي مرة واحدة ثمانية بطولات آسيوية للأندية على النحو التالي : أربع مرات دوري أبطال آسيا ومرتين بطولة كأس الكؤوس الآسيوية ومرتين بطولة كأس السوبر الآسيوي وهو رقم قياسي لا مثيل له على مستوى قارة آسيا.
تأهل إلى كأس العالم للأندية في 2019 في قطر وحقق المركز الرابع وتأهل كأس العالم للأندية في أبو ظبي 2021 في الإمارات، وفي العام 2023 حقق وصافة كأس العالم للأندية بعد مواجهة فريق ريال مدريد بطل دوري أبطال أوروبا.
حصل على جائزة أفضل فريق كرة قدم في قارة آسيا من قبل الاتحاد الآسيوي لكرة القدم مرتين موسم 2000 وموسم 2001، وهو أول نادٍ يحصل على بطولة الدوري السعودي الممتاز. في العاشر من أيلول 2009 أعلن موقع الاتحاد الدولي لتاريخ وإحصاءات كرة القدم حصول نادي الهلال السعودي على لقب نادي القرن في قارة آسيا وذلك خلال فترة (1901-2000).
وقد أنجب الفريق الأول لكرة القدم بنادي الهلال السعودي عدداً من أشهر اللاعبين في تاريخ الكرة السعودية والعربية والآسيوية أمثال صالح النعيمة وفهد المصيبيح ويوسف الثنيان وسامي الجابر وفهد الغشيان ونواف التمياط أفضل لاعب في آسيا موسم 2000 وخالد التيماوي ومحمد الدعيع حارس المنتخب السعودي السابق والمهاجم ياسر القحطاني الذي حصل على جائزة أفضل لاعب في آسيا موسم 2007 من قبل الاتحاد الآسيوي لكرة القدم، كما لعب له عدد من النجوم الأجانب مثل روبرتو ريفلينو قائد المنتخب البرازيلي السابق، التونسي نجيب الإمام الذي شارك في نهائيات كأس العالم 1978 م. ومن نجوم الفريق لاعب الوسط محمد الشلهوب الذي حصل على ثالث أفضل لاعب في آسيا موسم 2006 من قبل الاتحاد الآسيوي لكرة القدم.
كما حصل نادي الهلال على جائزة أفضل نادٍ في العالم للمسؤولية الاجتماعية وذلك خلال منتدى الإبداع والابتكار الاجتماعي المقام في جنيف خلال الفترة من 23 حتى 25 أكتوبر 2015. وفي عام 2023 جاء نادي "الهلال" السعودي في قائمة أعلى 20 نادياً من جهة التكلفة، ليحتل المركز الخامس عشر وفقاً لما نشرته صحيفة "ماركا" الإسبانية.
يعتبر عبد الرحمن بن سعيد هو مؤسس نادي الهلال وتم تأسيسه بمسمى «الأولمبي» إلا أن الملك «سعود» أمر بتغيير المسمّى إلى الاسم الحالي.
يلعب الهلال مبارياته الرسمية على ملعب الأمير فيصل بن فهد وملعب الملك فهد الدولي، بينه وبين نادي النصر تنافس كروي، حيث يخوض الفريقان مباريات تعرف بديربي الرياض.

## التسمية
نادي الهلال السعودي يعرف سابقًا بالنادي الأولمبي خلال تأسيسه على يد عبد الرحمن بن سعيد ولكنه لم يستمر وقد تغير اسم النادي في 16 تشرين الأول 1957 إلى الهلال بعد سنة وشهرين من تأسيس الاولمبي وقد اتت التسمية الهلال على اثر مباراة حضرها الملك سعود في عام 1378، حينما حضر أمير الكويت إلى الرياض في زيارة خاصة للملك سعود وطلب الديوان الملكي من رؤساء أندية الرياض الكبرى الأولمبي والشباب والكوكب والرياض إقامة مباراة ودية في كرة القدم بين مختلط لاعبي الفرق المذكورة، فلعب الشباب والأولمبي كفريق ضد مختلط الكوكب والرياض، وعندما أذاع المذيع عن هدف للشباب والأولمبي ذكر اسم الأخير والذي لم يرق للملك سعود كونه كان أجنبيًا، فسأل لمن هذا الفريق فقيل لابن سعيد فطلب بتغيير الاسم إلى اسم عربي، وقدم الشيخ بن سعيد للملك سعود ثلاثة أسماء هي اليمامة، الوحدة، الهلال، وبعد ذلك تلقى الشيخ عبد الرحمن بن سعيد برقية من الملك سعود باختيار اسم الهلال، وتم اعتماده رسمياً. ولذلك يلقبه محبي الهلال بالنادي «الملكي».

## التاريخ
بعد مضي سنوات قليل على تشكيل الفريق، استطاع النادي وضع بصماته بإحرازه أول بطولة رسمية وتحقيقه بطولة كأس الملك في عام 1961 لتكون تلك باكورة ألقاب توجت نادي الهلال زعيماً الأندية السعودية على الإطلاق، واستعاد كأس الملك في عام 1964، بعد فوزه بركلات الترجيح على نادي الاتحاد.
ومع الانطلاقة الفعلية للدوري السعودي 1976-77 توج الهلال بأول ألقابه في بطولة الدوري بإحرازه 20 نقطة.

## المنافسة

### كلاسيكو السعودية
كلاسيكو السعودية، هي مباراة تنافسية طويلة الأمد في رياضة كرة القدم السعودية، بين ناديي الاتحاد والهلال، يمثل التنافس أكبر وأهم ناديين في مدينة جدة والعاصمة الرياض، المدينتان الأكبر والأبرز ثقافيًا في المملكة العربية السعودية. يعتبر الناديين الأكثر نجاحًا على الصعيد المحلي والقاري. يعتبر نادي الاتحاد أقدم نادٍ رياضي لا يزال باقٍ في المملكة العربية السعودية، ويُنظر إليه على انه نادي الشعب. في حين يمثل نادي الهلال ثقافة نادي العاصمة، ويلقب من قبل الجماهير بالزعيم. تم إطلاق أسم كلاسيكو السعودية نسبة إلى التنافس الإسباني لكرة القدم. يتقابل الفريقان كل سنة مرتين في الدوري، وأيضًا قد يتواجهان في كل من كأس الملك، كأس السوبر السعودي ودوري ابطال آسيا. تعتبر المباراة الأبرز والأكثر متابعة على صعيد الكرة السعودية.
أقيم أول لقاء بين الفريقين بتاريخ 27 يوليو 1962، لقاء ودي، بالعاصمة الرياض، وانتهى بفوز نادي الاتحاد بنتيجة 2–0. أول لقاء رسمي بين الفريقين كان بتاريخ 10 يناير 1964، نهائي كأس الملك، والذي بدوره انتهى أيضًا بفوز نادي الاتحاد 3–0.
يمتلك نادي الهلال الرقم الأكبر في عدد مرات الفوز في اللقاءات الرسمية التي جمعت الفريقين، فتواجه الفريقان في 148 لقاءاً رسمياً، فاز الهلال في 63 لقاء، بينما فاز الاتحاد في 50 لقاءً، وحدث التعادل في 35 لقاء. وهم جنبًا إلى جنب مع نادي النصر، والأهلي الفرق الوحيدة التي لم تهبط إلى الدوري الدرجة الثانية منذ تأسيسها.

### ديربي السعودية
ديربي السعودية أو كلاسيكو الأهلي والهلال هو ديربي كرة قدم بين النادي الأهلي من جدة، ونادي الهلال. وهو واحد من أشهر ديربيات كرة القدم السعودية بجوار ديربي الرياض وكلاسيكو السعودية. يقام الديربي مرتين سنوياً ضمن منافسات الدوري السعودي للمحترفين وفي بعض الأحيان ضمن بطولات أخرى مثل كأس خادم الحرمين الشريفين.

### ديربي العاصمة
ديربي الرياض هو ديربي كرة قدم بين فريقين من مدينة الرياض الواقعة في إقليم نجد بوسط المملكة العربية السعودية وتحديدًا بين نادي النصر ونادي الهلال وهو أحد ديربيات كرة القدم السعودية. يقام الديربي ضمن منافسات الدوري السعودي الممتاز وفي ضمن بطولات الدوري أخرى مثل كأس الملك وكأس ولي العهد وكأس السوبر، وهو من الديربيات القلائل التي لعبت في ملعب واحد لسنوات عديدة على ملعب الصائغ ثم ملعب الملز وبعدها على استاد الملك فهد الدولي وهو حاليًا أحد ثلاثة ملاعب كرة قدم رئيسية في مدينة الرياض إلى جانب ملعب الملز وملعب جامعة الملك سعود (الأول بارك) وتصل طاقته الاستيعابية إلى 67000 متفرج ويسمى شعبيًا «درّة الملاعب».

## الإنجازات
فاز الفريق الأول لكرة القدم بنادي الهلال السعودي بـ 70 بطولة محلية وخارجية، ويحمل الرقم القياسي بالدوري السعودي بـ 19 بطولة.

### المسابقات المحلية
- بطولات سعودية للأندية على المستوى المحلي نظمت من قبل الاتحاد السعودي لكرة القدم :
- الدوري السعودي (الدوري الممتاز، دوري خادم الحرمين الشريفين، دوري زين، دوري عبد اللطيف جميل، دوري الأمير محمد بن سلمان):

 البطل (19): 1977، 1979، 1985، 1986، 1988، 1990، 1996، 1998، 2002، 2005، 2008، 2010، 2011، 2017، 2018، 2020، 2021، 2022، 2024.
 المركز الثاني (13): 1976، 1980، 1981، 1983، 1987، 1993، 1995، 1997، 2006، 2007، 2009، 2013، 2014، 2016، 2019،
- كأس الملك

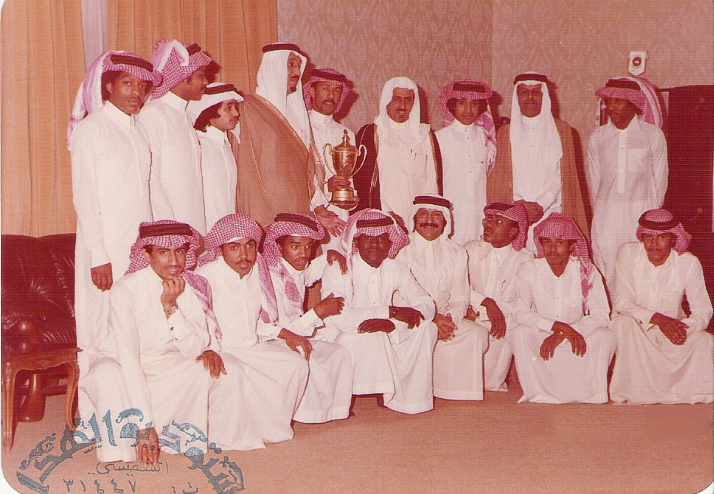
نادي الهلال بعد فوزهم بكأس الملك عام 1980، في زيارة إلى أمير منطقة الرياض سلمان بن عبد العزيز

 البطل (11): مواسم: 1962، 1965، 1980، 1982، 1984، 1989، 2015، 2017، 2020، 2023، 2024.
 المركز الثاني (8): 1963، 1968، 1977، 1981، 1985، 1987، 2010، 2022.
- كأس ولي العهد

 البطل (13): 1964، 1995، 2000، 2003، 2005، 2006، 2008، 2009، 2010، 2011، 2012، 2013، 2016.
 المركز الثاني (3): 1998، 2014، 2015
- كأس الاتحاد السعودي (كأس الأمير فيصل حاليًا):

 البطل (6): 1986، 1989، 1993، 1995، 1999، 2005.
 المركز الثاني (5): 1985، 2002، 2003، 2006، 2008.
- - بطولة كأس الأمير فيصل بن فهد 2004/05 تعتبر بطولة (أولمبية تحت 23 سنة) وليس ضمن السجل الشرفي للفريق الأول.
- كأس المؤسس

 البطل (1): 1999.
- كأس السوبر السعودي

 البطل (5): 2015، 2018، 2021، 2023، 2024
 المركز الثاني (2): 2016، 2021

### المسابقات العربية
- بطولات عربية للأندية على المستوى الإقليمي نظمت من قبل الاتحاد العربي لكرة القدم :
- دوري أبطال العرب

 البطل (2): 1994، 1995
 المركز الثاني (2): 1989، 2019، 2023
- كأس الكؤوس العربية

 البطل (1): 2000
- كأس السوبر العربي

 البطل (1): 2001
 المركز الثاني (2): 1992، 1995
- كأس الخليج العربي للأندية

 البطل (2): 1986، 1998
 المركز الثاني (3): 1987، 1992، 2000
- كأس السوبر السعودي المصري

 البطل (1): 2001
 المركز الثاني (1): 2018

### المسابقات الآسيوية
بطولات آسيوية للأندية على المستوى القاري نظمت من قبل الاتحاد الآسيوي لكرة القدم :
- دوري أبطال آسيا للنخبة

 البطل (4):1991، 2000، 2019، 2021
 المركز الثاني (5): 1986، 1987، 2014، 2017، 2022
.* كأس أبطال الكؤوس الآسيوية
 البطل (2): 1997، 2002
- كأس السوبر الآسيوي

 البطل (2): 1997، 2000
 المركز الثاني (1): 2002

### كأس العالم للأندية
كأس العالم للأندية على المستوى الفيفا نظمت من قبل الاتحاد الدولي لكرة القدم :
- كأس العالم للأندية

 البطل (0)
 المركز الثاني (1): 2022
- البطولات الدولية التي شارك بها أو تأهل لها الفريق الأول لكرة القدم بنادي الهلال السعودي ونظمت من قبل الاتحادات الكروية القارية أو الاتحاد الدولي لكرة القدم:
- الكأس الأفروآسيوية للأندية: وهي بطولة مشتركة تنظم من قبل الاتحاد الأفريقي لكرة القدم والاتحاد الآسيوي لكرة القدم وتجمع ما بين بطل دوري أبطال أفريقيا وبطل دوري أبطال آسيا وتعتبر هي وكأس الإنتركونتيننتال النواة الأولى لكأس العالم للأندية، وشارك بها الفريق الأول لكرة القدم بنادي الهلال السعودي مرة واحدة في موسم 1992 بصفته بطل دوري أبطال آسيا موسم 1992 وحقق مركز الوصيف في البطولة الآفروآسيوية بعد خسارته ضد النادي الإفريقي التونسي.
- كأس العالم للأندية: تأهل الفريق الأول لكرة القدم بنادي الهلال السعودي إلى كأس العالم لأندية كرة القدم 2001 بعد أن حقق بطولة دوري أبطال آسيا موسم 2000 وكأس السوبر الآسيوي موسم 2000 لكن البطولة أُلغيت بسبب إفلاس الشركة الراعية.[28][29][30][31] كما تأهل نادي الهلال للمرة الثانية لبطولة كأس العالم للأندية 2019 في قطر بعد تحقيقه لقب بطل دوري أبطال آسيا 2019 وحقق المركز الرابع وتأهل لكأس العالم للمرة الثالثة في أبو ظبي بالإمارات 2021، وشارك الهلال في كأس العالم للأندية 2022 التي استضافتها المغرب وتخطى بطل إفريقيا الوداد بركلات الترجيح بعد نهاية المباراة بالتعادل (1–1) في دور الربع نهائي وتخطى بعد ذلك بطل الليبارتادورس نادي فلامنغو البرازيلي في النصف نهائي ب(3-2)، ووصل للنهائي ضد بطل دوري أبطال أوروبا نادي ريال مدريد الإسباني وحقق وصافة كأس العالم للأندية بعد خسارته (5–3)، ليصبح أول فريق سعودي وثالث فريق عربي يصل لنهائي البطولة.

### بطولات أخرى
- بطولات أخرى حققها الفريق الأول لكرة القدم بنادي الهلال السعودي
- كأس السوبر السعودي المصري: وهي بطولة مشتركة تنظم من قبل الاتحاد المصري لكرة القدم والاتحاد السعودي لكرة القدم بين أبطال الدوري والكأس في كلا البلدين، وحققها الفريق الأول لكرة القدم بنادي الهلال السعودي مرة واحدة موسم 2001
- كأس الصداقة الدولية : هي بطولة نظمها الاتحاد السعودي لكرة القدم، وحققها الفريق الأول لكرة القدم بنادي الهلال السعودي مرتين مواسم 1997 و2000.
- كأس سوبر لوسيل 2022 في قطر التي نظمتها قطر بين بطلي الدوري السعودي والدوري المصري وكان بين نادي الهلال ونادي الزمالك وانتهت بفوز الهلال بركلات الترجيح  ، وقد شارك في تلك البطولة بصفته بطل الكأس في السعودية.
- كأس موسم الرياض 2023 في السعودية التي نظمتها السعودية بين نادي الهلال ونادي النصر ونادي إنتر ميامي الأمريكي. وانتهت بفوز الهلال بتصدره المجموعة بفوزين.[32]

## الأولويات
- أول نادي سعودي يسمى بمرسوم ملكي عام 1958.
- أول نادي يحقق الدوري السعودي الممتاز عام 1977.
- أول نادي يحقق السوبر السعودي عام 1979.
- أول نادي يحقق السوبر السعودي خارج المملكة عام 2015.
- أول نادي يحقق السوبر السعودي المصري عام 2001.
- أول نادي سعودي يحقق بطولة آسيوية عام 1991.
- أول نادي سعودي يحقق كأس آسيا للأندية أبطال الدوري لكرة القدم عام 1991.
- أول نادي سعودي يحقق كأس السوبر الآسيوي 1997.
- أول نادي سعودي وعربي يصل إلى نهائي كأس آسيا للأندية أبطال الدوري مرتين متتاليتين عام 1986 و1987.
- أول نادي في العالم يحقق ستة بطولات في موسم واحد (السداسية) عام 2000.
- أول نادي سعودي وخليجي وعربي يحقق ثلاثية القرن (خليجية عربية آسيوية) عام 1997.
- أول ناد يحقق كأس الملك لكرة القدم بعد مشاركة جميع المناطق عام 1962.
- أول نادي يجمع كأس الملك وكأس ولي العهد عام 1965.
- أول نادي عربي يجمع البطولات العربية الأبطال والكؤوس والنخبة عام 2001.
- أول نادي سعودي يحقق كأس الكؤوس العربية (غير معترف بها) عام 2000 والوحيد.
- أول نادي سعودي يفوز ببطولة كرة الطائرة العربية مرتين متتاليتين عام 1997 و1998.
- أول نادي سعودي وعربي يفوز ببطولة الأندية الآسيوية للكرة الطائرة عام 1998.
- أول نادي يفوز بدوري السلة السعودي عام 1977.
- أول نادي يدخل لعبة كرة اليد عام 1971.
- أول نادي يفوز ببطولة المملكة لكرة اليد عام 1973.
- أول نادي سعودي يفوز في مجال المسابقات الثقافية على مستوى الخليج عام 1988.
- أول نادي سعودي يحقق بطولة الأندية العربية أبطال الدوري لكرة القدم مرتين متتاليتين عامي 1994 و1995.
- أول نادي سعودي وعربي وآسيوي وربما عالمي لا تهتز شباك مرماه سوى (7) مرات خلال دوري كامل عام 1989.
- أول نادي سعودي خليجي يحقق بطولة الناشئين لكرة القدم لأندية الخليج ثلاث مرات متتالية 1986 و1987 و1988.
- أول نادي سعودي وخليجي وعربي يحقق ثلاثية القرن لكرة القدم (خليجية وعربية وآسيوية) عام 1997.
- أول نادي سعودي يلعب في بطولة قارتي آسيا وأفريقيا لكرة القدم (الأفروآسيوية) عام 1992.
- أول نادي سعودي يحقق مئوية القرن الأول للمملكة العربية السعودية (كأس المؤسس) عام 1999.
- أول نادي سعودي وعربي يحقق كأس آسيا للأندية أبطال الدوري لمرتين عامي 1991 و2000.
- أول نادي سعودي وعربي يحصل على جائزة أفضل نادي في قارة آسيا عام 2000 من الاتحاد الآسيوي لكرة القدم.[بحاجة لمصدر]
- أول نادي سعودي وخليجي يدخل قائمة أفضل (100) ناد على مستوى العالم وأول نادي سعودي وعربي وآسيوي يحصل على المركز 11 عالمياً عام 2014.
- أول نادي سعودي يحقق الميدالية الفضية والمركز الثاني ببطولة كأس العالم للأندية [33]
- أول نادي عربي يصل لدور الثمانية ببطولة كأس العالم للأندية بنسختها الجديدة لعام 2025[34]

## سجلات النادي
- الأكثر تحقيقاً للدوري السعودي للمحترفين (19) لقب.[35]
- الأكثر تحقيقاً لكأس ولي العهد (13) لقب.
- الأكثر تحقيقاً لكأس الاتحاد السعودي (7) ألقاب.
- الأكثر تحقيقاً لكأس السوبر السعودي (4) ألقاب.
- الأكثر تحقيقاً للبطولات الآسيوية (8) ألقاب.
- أكثر الأندية السعودية والخليجية تحقيقاً للألقاب الخارجية (13) لقب.
- الأكثر تحقيقاً للبطولات المحلية والخليجية الرسمية للفئات السنية 22 لقباً للصغار إحدى عشرة بطولة للدوري الممتاز، وثلاث خليجية وللشباب ثمانية ألقاب للدوري الممتاز.
- الأكثر فوزاً بلقب كبرى المنافسات المحلية الدوري الممتاز بمختلف مسمياته بعشرة ألقاب.
- الأكثر مشاركة في دوري أبطال آسيا (19) مشاركة.
- الأكثر تجاوزاً لدور المجموعات في أبطال آسيا (11) مرة.
- الأكثر وصولاً لدور 16 في دوري أبطال آسيا (13) مرات.
- الأكثر وصولاً لدور ربع النهائي في دوري أبطال آسيا (10) مرات.
- الأكثر وصولاً لدور نصف النهائي في دوري أبطال آسيا (11) مرة.
- الأكثر وصولاً للدور النهائي في دوري أبطال آسيا (9) مرات.
- الأكثر لعباً للمباريات في دوري أبطال آسيا (167) مباراة.
- الأكثر فوزاً بالمواجهات في دوري أبطال آسيا (87) فوز.
- الأكثر حصداً للنقاط في دوري المجموعات بدوري أبطال آسيا (16) نقطة.
- الأكثر حصداً للنقاط في دوري أبطال آسيا (167) نقطة.
- الأكثر تحقيقاً لسلسلة انتصارات متتالية في كأس خادم الحرمين الشريفين (مناصفة).
- الأكثر تحقيقاً لسلسلة انتصارات متتالية في الدوري السعودي للمحترفين.
- الأكثر تحقيقاً لسلسلة انتصارات متتالية في كل البطولات، وقد كرّم من قبل موسوعة غينيس للأرقام القياسية.[36][37]
- أكبر انتصار في بطولة كأس العالم للأندية ضد نادي الجزيرة الإماراتي (6-1).[38]
- الأكثر حصدا لعدد النقاط في تاريخ الدوري السعودي للمحترفين برصيد 96 نقطة موسم 2023/ 2024.[39]
- الأكثر تحقيقا للانتصارات في نسخة واحدة من بطولة الدوري السعودي للمحترفين برصيد 31 انتصاراً موسم 2023/ 2024.[39]
- أفضل فريق سعودي تسجيلاً للأهداف المتتالية في التاريخ بعدما رفع رصيده لـ 36 مباراة متتالية دون أي انقطاع عن تسجيل الأهداف في الدوري السعودي للمحترفين للموسم 2023/ 2024، ما مكنه من إحراز 101 هدفاً وهو رقم آخر غير مسبوق في موسم واحد.[40]

## تشكيلة الفريق
آخر تحديث: 27 يناير 2025
ملاحظة: تشير الأعلام إلى المنتخب بحسب قواعد الأهلية المعتمدة من قبل الفيفا؛ تنطبق بعض الاستثناءات المحدودة. وقد يحمل اللاعبون أكثر من جنسية لا تعترف بها الفيفا.
| الرقم | البلد    | المركز | اللاعب                             |
| ----- | -------- | ------ | ---------------------------------- |
| 3     | السنغال  | مدافع  | خاليدو كوليبالي                    |
| 4     | السعودية | مدافع  | خليفة الدوسري                      |
| 5     | السعودية | مدافع  | علي البليهي                        |
| 6     | البرازيل | مدافع  | رينان لودي                         |
| 7     | السعودية | وسط    | خالد الغنام (معار من نادي الاتفاق) |
| 8     | البرتغال | وسط    | روبن نيفيز                         |
| 9     | صربيا    | مهاجم  | ألكساندر ميتروفيتش                 |
| 11    | البرازيل | مهاجم  | ماركوس ليوناردو                    |
| 12    | السعودية | مدافع  | ياسر الشهراني                      |
| 15    | السعودية | وسط    | محمد القحطاني                      |
| 16    | السعودية | وسط    | ناصر الدوسري                       |
| 17    | السعودية | حارس   | محمد الربيعي                       |
| 20    | البرتغال | مدافع  | جواو كانسيلو                       |
| 21    | السعودية | حارس   | محمد العويس                        |
| 22    | صربيا    | وسط    | سيرغي ميلينكوفيتش-سافيتش           |
| 24    | السعودية | مدافع  | متعب الحربي                        |
| 27    | البرازيل | وسط    | كايو سيزار                         |

| الرقم | البلد    | المركز | اللاعب                 |
| ----- | -------- | ------ | ---------------------- |
| 28    | السعودية | وسط    | محمد كنو               |
| 29    | السعودية | وسط    | سالم الدوسري           |
| 33    | السعودية | مدافع  | محمد المحيش U19        |
| 34    | السعودية | مدافع  | عبد السلام برناوي U19  |
| 36    | السعودية | مدافع  | سعود هارون U19         |
| 37    | المغرب   | حارس   | ياسين بونو             |
| 38    | السعودية | مهاجم  | تركي الغميل U19        |
| 39    | السعودية | وسط    | عبد العزيز الهدهود U19 |
| 40    | السعودية | حارس   | أحمد أبو راسن          |
| 43    | السعودية | وسط    | سعد الموتايري U19      |
| 45    | السعودية | مهاجم  | عبد الكريم دارسيّ       |
| 50    | السعودية | حارس   | عبد الإله الغامدي U19  |
| 55    | السعودية | وسط    | علي المهداوي U19       |
| 62    | السعودية | مدافع  | طلال العتيبي U19       |
| 77    | البرازيل | مهاجم  | مالكوم                 |
| 78    | السعودية | مدافع  | علي لاجامي             |
| 87    | السعودية | مدافع  | حسان تمبكتي            |
| 88    | السعودية | مدافع  | حمد اليامي             |
| 99    | السعودية | مهاجم  | عبد الله الحمدان       |

### المعارون
ملاحظة: تشير الأعلام إلى المنتخب بحسب قواعد الأهلية المعتمدة من قبل الفيفا؛ تنطبق بعض الاستثناءات المحدودة. وقد يحمل اللاعبون أكثر من جنسية لا تعترف بها الفيفا.
| الرقم | البلد    | المركز | اللاعب                                    |
| ----- | -------- | ------ | ----------------------------------------- |
| 18    | السعودية | وسط    | مصعب الجوير (معار إلى نادي الشباب)        |
| 26    | السعودية | وسط    | عبد الإله المالكي (معار إلى نادي الاتفاق) |
| 40    | السعودية | حارس   | أحمد أبو راسين (معار إلى نادي نيوم)       |
| 44    | السعودية | وسط    | صهيب الزيد (معار إلى نادي الفتح)          |

| الرقم | البلد    | المركز | اللاعب                                |
| ----- | -------- | ------ | ------------------------------------- |
| 49    | السعودية | مهاجم  | عبد الله رديف (معار إلى نادي الاتفاق) |
| 58    | السعودية | مدافع  | محمد برناوي (معار إلى نادي العروبة)   |
| --    | السعودية | وسط    | عبد الله الزيد (معار إلى نادي نيوم)   |
| --    | السعودية | وسط    | محمد الزيد (معار إلى نادي البكيرية)   |

## نجوم الفريق عبر التاريخ

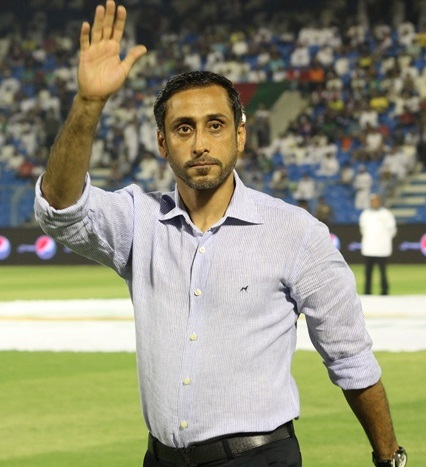
سامي الجابر.

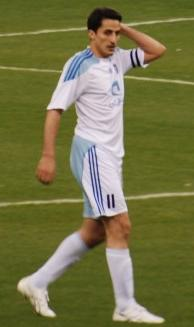
نواف التمياط في مباراة اعتزاله أمام إنتر ميلان 2010

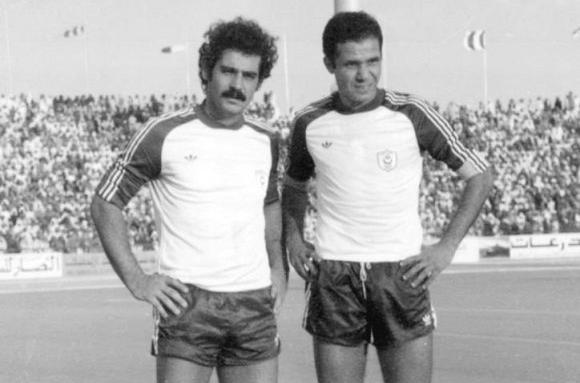
ريفيلينو في العام 1979

- أبرز نجوم ممن ارتدوا القميص الهلال .[42]

| آسيا - سامي الجابر - يوسف الثنيان - صالح النعيمة - محمد الدعيع - فهد المصيبيح - نواف التمياط - محمد الشلهوب - عبد الله الدعيع - فهد الغشيان - خالد التيماوي - عبد الله الجمعان - صالح السلومي - ياسر القحطاني - حسن نمشان - فهد عبد الواحد المشهور ب«فهودي» - عبد الله البرقان - خالد الرشيد - محمد التمياط - عبادي الهذلول - خميس العويران - أحمد الدوخي - فيصل أبو اثنين - سعد مبارك - سلطان مناحي - عبد الله الشريده - حسين الحبشي - سليمان المسيطير - سليمان الرشودي - صفوق التمياط - حسين العلي - منصور القاسم - سعود الحماد - يوسف جازع - حسين البيشي - خالد الدايل - منصور الأحمد - خالد الرشيد - سلمان الفرج - سالم الدوسري - ياسر الشهراني - عبد الله المعيوف - محمد البريك | - منصور الموينع - عبد الله علي اليامي - خالد العوفي - أحمد نيفاوي - سلمان العمران - عبد الرحمن بشير - عبد الله فودة - سليمان مطر - إبراهيم اليوسف - سعد الدوسري - جاسم الهويدي - بشار عبد الله - بـوو بيونغ سـوو - لي يونغ بيو - يوو بيونغ سوو - سول كي هيون - كواك تاي هي - عمر خريبين - علي الحبسي - عمر عبد الرحمن - ميلوس ديجينيك - جانغ هيون سو أفريقيا - طارق التايب - أشرف قاسم - أحمد علي كامل - صلاح الدين بصير - أحمد بهجا - سعيد شيبا - يوسف شيبو - يوسف العربي - أشرف بنشرقي - عادل هرماش - نجيب الإمام - العيادي الحمروني - فوزي الرويسي - إليجه ليتانا - سامسون سياسيا - مبواس مانغوت - ليلو امبيلي - جاتو سيسيه - سييفو سولي - كانديا تراوري - فرانك أتسو - باترك سوفو - موسى نضاو - موسى ماريغا - أوديون إيغالو | أوروبا - أندري كانتشيلكيس - أيمن حداد - يوان لوبيسكو - ميريل رادوي - ميهاي بينتيلي - كريستيان ويلهامسون - جورجوس ساماراس - ألبرتو بوتيا - جوناثان سوريانو - بافيتيمبي غوميز - سيباستيان جيوفينكو أمريكا الجنوبية - ريفلينو - سيرجيو سواريس - سيرجيو ريكاردو - مارسيلو تفاريس - توليو بنهيرو - جيوفاني أوليفييرا - مانويل ادميلسون - مارسيلو كماتشو - روني - جويلسون سانتوس سيلفا - قوارو رودريقو - رودريقو فرنانديز - تياقو نيفيز - روديريقو ديجاو - ويسلي لوبيز - كارلوس ادواردو - ايلتون الميدا - ليو بوناتيني - تياغو ألفيس سيلس - ماوريسيو أروس - هيمبرتو سوزا - غوستافو بوليفار - ريكاردو بيريز - ليوناردو أفيلا كارديناس - غوستافو كوييار - كارلوس فلوريس - أندريه كاريو - ماتيوس بيريرا - ميشائيل ديلغادو | - رونالد رالديس - باولو دي سوزا - نيكولاس ميليسي - ماتياس بريتوس - غيلمين ريفاس - إيزيكيل سيروتي |

## رؤساء النادي
| م  | الاسم                     | من             | إلى            |
| -- | ------------------------- | -------------- | -------------- |
| 1  | عبد الرحمن بن سعيد        | 16 أكتوبر 1957 | 1965           |
| 2  | عبد الرحمن الحمدان        | 21 ديسمبر 1965 | أغسطس 1966     |
| 3  | عبد الرحمن بن سعيد        | 21 ديسمبر 1966 | 12 أبريل 1970  |
| 4  | عبد الرحمن العبدان (مكلّف) | 3 مايو 1970    | 15 سبتمبر 1970 |
| 5  | فيصل الشهيل               | 15 سبتمبر 1970 | 30 أغسطس 1972  |
| 6  | عبد الله بن ناصر          | 30 أغسطس 1972  | 1976           |
| 7  | هذلول بن عبد العزيز       | 1976           | 1 نوفمبر 1978  |
| 8  | عبد الله بن ناصر          | 1 نوفمبر 1978  | 25 أغسطس 1981  |
| 9  | هذلول بن عبد العزيز       | 25 أغسطس 1981  | 15 ديسمبر 1982 |
| 10 | عبد الله بن سعد           | 15 ديسمبر 1982 | 15 مايو 1990   |
| 11 | عبد الرحمن بن سعيد        | 15 مايو 1990   | 20 أبريل 1992  |
| 12 | محمد مفتي                 | 20 أبريل 1992  | 9 أكتوبر 1993  |
| 13 | عبد الله بن سعد           | 9 أكتوبر 1993  | 5 أكتوبر 1994  |
| 14 | خالد بن محمد (مكلف)       | 11 أكتوبر 1994 | 23 يوليو 1995  |
| 15 | خالد بن محمد              | 23 يوليو 1995  | 29 مايو 1996   |
| 16 | فواز المسعد (مكلف)        | 29 مايو 1996   | 14 يوليو 1996  |
| 17 | بندر بن محمد              | 14 يوليو 1996  | 1 يونيو 2000   |
| 18 | فواز المسعد (مكلّف)        | 1 يونيو 2000   | 6 نوفمبر 2000  |
| 19 | سعود بن تركي              | 6 نوفمبر 2000  | 21 أغسطس 2002  |
| 20 | فواز المسعد (مكلّف)        | 21 أغسطس 2002  | 25 نوفمبر 2002 |
| 21 | عبد الله بن مساعد (مكلّف)  | 25 نوفمبر 2002 | 18 يناير 2003  |
| 22 | عبد الله بن مساعد         | 18 يناير 2003  | 1 يوليو 2004   |
| 23 | محمد بن فيصل              | 12 يوليو 2004  | 25 يونيو 2008  |
| 24 | عبد الرحمن بن مساعد       | 25 يونيو 2008  | 13 فبراير 2015 |
| 25 | محمد الحميداني (مكلّف)     | 13 فبراير 2015 | 15 يونيو 2015  |
| 26 | نواف بن سعد               | 15 يونيو 2015  | 13 أبريل 2018  |
| 27 | سامي الجابر (مكلّف)        | 13 أبريل 2018  | 13 سبتمبر 2018 |
| 28 | محمد بن فيصل              | 13 سبتمبر 2018 | 1 مايو 2019    |
| 29 | عبد الله الجربوع (مُكلف)   | 1 مايو 2019    | 14 يونيو 2019  |
| 30 | فهد بن نافل               | 14 يونيو 2019  | 29 يوليو 2025  |
| 31 | نواف بن سعد               | 13 أغسطس 2025  | حتى الآن       |

## التاريخ التدريبي

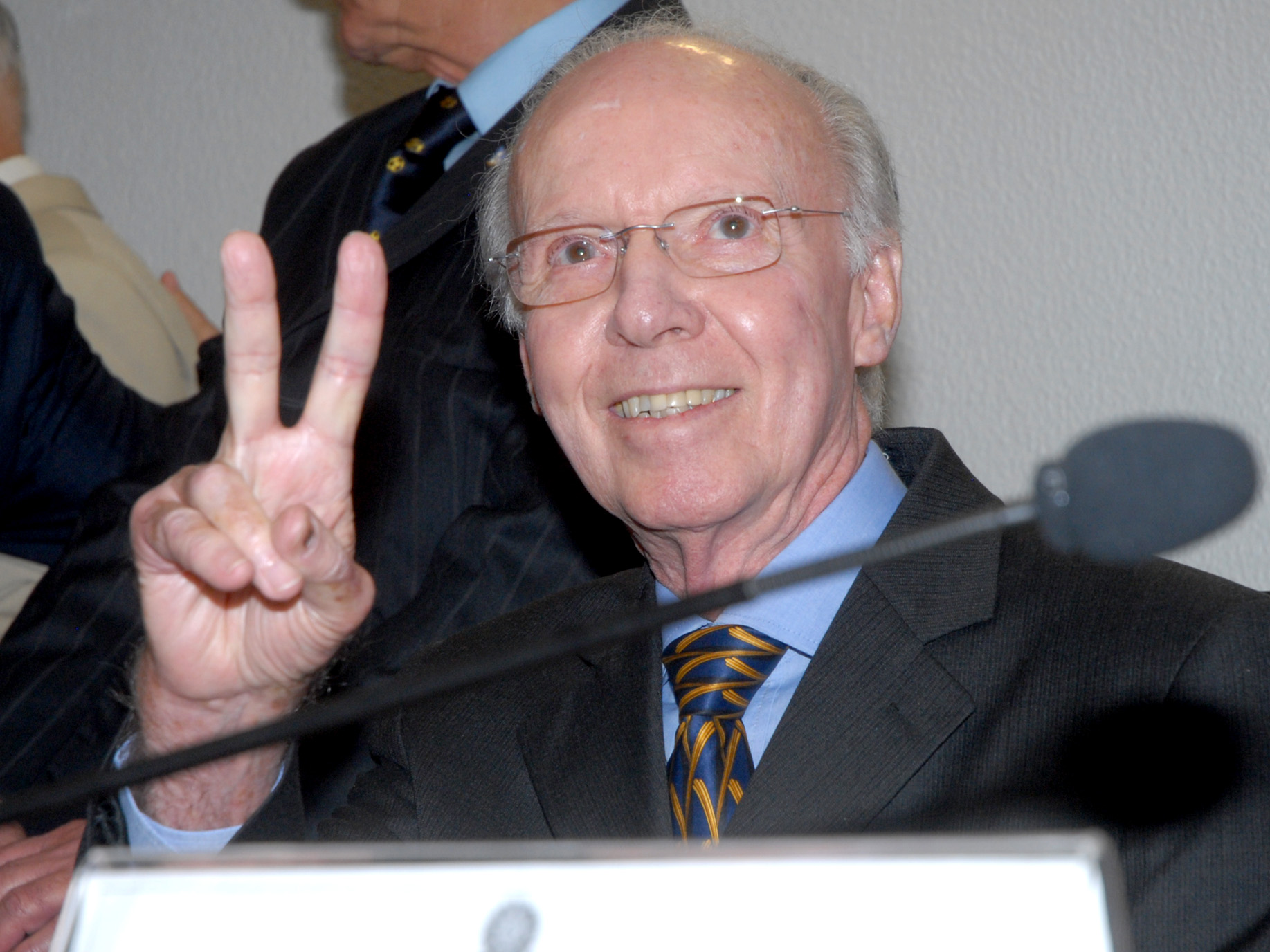
ماريو زاغالو أفضل مدربي الهلال

| الفترة                         | المدرب              | الانجازات |
| ------------------------------ | ------------------- | --- |
| 1957                           | حسن سلطان           | كأس الملك 1962 |
|                                | التوم جبارة الله    | كأس الملك 1965، كأس ولي العهد السعودي 1965                                                                         |
| 1957 – 1975                    | خوسيه بيرودو        | |
| 1975 – 1978                    | جورج سميث           | الدوري السعودي الممتاز 1977                                                                                        |
| 1978 – 1979                    | ماريو زاغالو        | الدوري السعودي الممتاز 1979                                                                                        |
| 1979 – 1980                    | روبنز مانيللي       | |
| 1982 – 1986                    | لاسلو كوبالا        | |
| 1986 – 1987                    | كاندينو             | |
| 1987 – 1990                    | جويل سانتانا        | |
| 1990 – 1991                    | إدسون تفاريس        | |
| 1991 – 1993                    | سيباستياو لازاروني  | |
| 1993 – 1994                    | نيلسينهو باتيستا    | |
| 1994 – 1995                    | أنطونيو لوبيز       | |
| 1995 – 1996                    | فيليم فان هانيخيم   | بطولة الأندية العربية لأبطال الدوري 1995                                                                           |
| 1996 – 1997                    | ميركو يوزيتش        | كأس الكؤوس الآسيوية 1996                                                                                           |
| 1997 – 1998                    | إيلي بلاتشي         | كأس الخليج للأندية 1998، الدوري السعودي الممتاز 1997-98                                                            |
| 1998 – 1999                    | خليل الزياني        | |
| 1999 – 2000                    | أنغيل يوردانيسكو    | |
| 2000 – 2001                    | سافيت سوشيتش        | كأس السوبر العربي، كأس السوبر السعودي المصري                                                                       |
| 2001 – 2002                    | آرثر جورج           | |
| 2002 – 2002                    | فرانشيسكو ماتورانا  | كأس الكؤوس الآسيوية 2002، الدوري السعودي الممتاز 2001-02                                                           |
| 2000 – 2003                    | إيلي بلاتشي         | بطولة الصداقة الدولية، البطولة العربية للأندية الفائزة بالكؤوس 2000، كأس السوبر الآسيوي 2000                       |
| 2003 – 2004                    | اديموس              | كأس ولي العهد السعودي 2003                                                                                         |
| 2004 – 2006                    | ماركوس باكيتا       | كأس دوري خادم الحرمين الشريفين 2004-05، كأس ولي العهد 2004-05                                                      |
| 2006                           | ألكسندر كليبر       | كأس ولي العهد السعودي 2006                                                                                         |
| 2006 – 2007                    | خوسيه بيسيرو        | |
| 2007 – 2007                    | تونينهو سيريزو      | |
| 2007 – 2009                    | كوزمين أولارويو     | الدوري السعودي 2007–08، كأس ولي العهد السعودي 2007–08                                                              |
| 2009 – 2009                    | جورج ليكنز          | |
| 2009 – 2010                    | إيريك غيريتس        | دوري المحترفين السعودي 2009-10، كأس ولي العهد السعودي 2009–10                                                      |
| 2010 – 2011                    | غابرييل كالديرون    | دوري المحترفين السعودي 2010-11، كأس ولي العهد السعودي 2010-11                                                      |
| 2011                           | توماس دول           | |
| 2012                           | إيفان هيسك          | كأس ولي العهد السعودي 2011–12                                                                                      |
| 2012                           | أنطوان كومباريه     | |
| 2013                           | زلاتكو داليتش       | كأس ولي العهد السعودي 2012-13                                                                                      |
| 2013                           | سامي الجابر         | |
| 2014                           | لاورينتو ريجيكامف   | |
| 2015                           | جورجوس دونيس        | كأس السوبر السعودي 2015، كأس ولي العهد السعودي 2015–16, كأس خادم الحرمين الشريفين 2015                             |
| 12 يونيو 2016 – 22 سبتمبر 2016 | جوستافو ماتوساس     | |
| سبتمبر 2016– فبراير 2018       | رامون دياز          | الدوري السعودي للمحترفين 2016–17، كأس الملك 2017                                                                   |
| فبراير 2018 – 2018             | خوان براون          | الدوري السعودي للمحترفين 2017–18                                                                                   |
| 5 يونيو 2018 – 30 يناير 2019   | جورجي جيسوس         | كأس السوبر السعودي 2018                                                                                            |
| 30 يناير 2019 – 27 أبريل 2019  | زوران ماميتش        | |
| 27 أبريل 2019 - 20 مايو 2019   | بريكليس تشاموسكا    | |
| 30 يونيو 2019 - 15 فبراير 2021 | رازفان لوشيسكو      | دوري أبطال آسيا 2019، الدوري السعودي للمحترفين 2019–20، كأس الملك 2020                                             |
| 15 فبراير 2021 - 02 مايو 2021  | روجيرو ميكالي       | |
| 02 مايو 2021 - 30 مايو 2021    | خوسيه مورايس        | الدوري السعودي للمحترفين 2020–21                                                                                   |
| 01 يونيو 2021 - 14 فبراير 2022 | ليوناردو جارديم     | دوري أبطال آسيا 2021، كأس السوبر السعودي 2021                                                                      |
| 14 فبراير 2022 – 03 يونيو 2023 | رامون دياز          | الدوري السعودي للمحترفين 2021–22، كأس خادم الحرمين الشريفين 2022–23                                                |
| 02 يوليو 2023 – 03 مايو 2025   | جورجي جيسوس         | دوري المحترفين السعودي 2023-24 كأس السوبر السعودي 2023، كأس خادم الحرمين الشريفين 2023–24، كأس السوبر السعودي 2024 |
| 03 مايو 2025 – 29 مايو 2025    | محمد الشلهوب (مؤقت) | |
| 05 يونيو 2025 – الآن           | سيمون إنزاغي        | |

## المواسم الأخيرة
| العام   | الدوري                                  | المركز | كأس ولي العهد | كأس الملك   | آسيا               |
| ------- | --------------------------------------- | ------ | ------------- | ----------- | ------------------ |
| 1999–00 | الدوري السعودي الممتاز                  | الخامس | البطل         | لم تعقد     | البطل              |
| 2000–01 | الدوري السعودي الممتاز                  | الثالث | نصف النهائي   | لم تعقد     | ربع النهائي        |
| 2001–02 | الدوري السعودي الممتاز                  | الأول  | دور الـ16     | لم تعقد     | –                  |
| 2002–03 | الدوري السعودي الممتاز                  | الخامس | البطل         | لم تعقد     | مرحلة المجموعات    |
| 2003–04 | الدوري السعودي الممتاز                  | الرابع | نصف النهائي   | لم تعقد     | مرحلة المجموعات    |
| 2004–05 | الدوري السعودي الممتاز                  | الأول  | البطل         | لم تعقد     | –                  |
| 2005–06 | الدوري السعودي الممتاز                  | الثاني | البطل         | لم تعقد     | مرحلة المجموعات    |
| 2006–07 | الدوري السعودي الممتاز                  | الثاني | نصف النهائي   | لم تعقد     | ربع النهائي        |
| 2007–08 | الدوري السعودي الممتاز                  | الأول  | البطل         | نصف النهائي | –                  |
| 2008–09 | دوري المحترفين السعودي                  | الثاني | البطل         | نصف النهائي | دور الـ16          |
| 2009–10 | دوري المحترفين السعودي                  | الأول  | البطل         | الوصيف      | نصف النهائي        |
| 2010–11 | دوري المحترفين السعودي                  | الأول  | البطل         | نصف النهائي | دور الـ16          |
| 2011–12 | دوري المحترفين السعودي                  | الثالث | البطل         | نصف النهائي | ربع النهائي        |
| 2012–13 | دوري المحترفين السعودي                  | الثاني | البطل         | ربع النهائي | دور الـ16          |
| 2013–14 | دوري المحترفين السعودي                  | الثاني | الوصيف        | ربع النهائي | الوصيف             |
| 2014–15 | دوري المحترفين السعودي                  | الثالث | الوصيف        | البطل       | نصف النهائي        |
| 2015–16 | دوري المحترفين السعودي                  | الثاني | البطل         | نصف النهائي | دور الـ16          |
| 2016–17 | دوري المحترفين السعودي                  | الأول  | نصف النهائي   | البطل       | الوصيف             |
| 2017–18 | دوري المحترفين السعودي                  | الأول  | ألغيت البطولة | دور الـ16   | مرحلة المجموعات    |
| 2018–19 | دوري كأس الأمير محمد بن سلمان للمحترفين | الثاني | ألغيت البطولة | نصف النهائي | البطل              |
| 2019–20 | دوري كأس الأمير محمد بن سلمان للمحترفين | الأول  | ألغيت البطولة | البطل       | استبعاد من البطولة |
| 2020–21 | دوري كأس الأمير محمد بن سلمان للمحترفين | الأول  | ألغيت البطولة | ربع النهائي | دور الـ16          |
| 2021–22 | دوري كأس الأمير محمد بن سلمان للمحترفين | الأول  | ألغيت البطولة | الوصيف      | البطل              |
| 2022–23 | دوري روشن السعودي                       | الثالث | ألغيت البطولة | البطل       | الوصيف             |
| 2023–24 | دوري روشن السعودي                       | الأول  | ألغيت البطولة | البطل       | نصف النهائي        |

## إنجازات اللاعبين
- يوسف الثنيان أكثر اللاعبين السعوديين تواجداً في منصات التتويج كقائد بسبع عشرة كأساً رفعها الفيلسوف أربع عشرة مع ناديه وثلاث مع المنتخب.
- أول قائد للمنتخب السعودي سلطان مناحي.
- سامي الجابر ومحمد الدعيع الوحيدان محلياً وعربياً وقارياً اللذان تواجدا في أربعة مونديالات متتالية.
- سامي الجابر اللاعب السعودي والعربي والآسيوي الوحيد الذي سجل في ثلاث مونديالات وأحد أربعة لاعبين سجلوا في مونديالين يفصل بينهما ثماني سنوات.
- أفضل مدافع آسيوي ببطولة الأمم الآسيوية بسنغافورة صالح النعيمة 1984م.
- جائزة التفوق الرياضي للجنة الأولمبية الدولية صالح النعيمة 1988م.
- أفضل لاعب ببطولة الأندية الخليجية بالرياض صالح النعيمة 1406هـ.
- أفضل لاعب بالبطولة العربية لأبطال الدوري صالح النعيمة 1408هـ.
- هداف الدوري السعودي سامي الجابر 1990.
- هداف كأس دوري خادم الحرمين الشريفين سامي الجابر 1992.
- جائزة الحذاء الذهبي هداف العرب سامي الجابر 1990.
- هداف البطولة العربية العاشرة لأبطال الدوري سامي الجابر 1990.
- هداف بطولة الأندية الخليجية الخامسة عشرة بمسقط سامي الجابر 1998.
- هداف النخبة العربية بسوريا سامي الجابر 2001.
- لاعب شهر سبتمبر 1996م آسيوياً سامي الجابر.
- لاعب شهر نوفمبر 1996م آسيوياً سامي الجابر.
- لاعب شهر يونيو 1997م آسيوياً سامي الجابر.
- لاعب شهر فبراير 1998م آسيوياً سامي الجابر.
- لاعب شهر يناير 1999م آسيوياً سامي الجابر.
- ضمن أفضل عشر لاعبين في تصفيات كأس العالم يناير 98م سامي الجابر.
- أفضل لاعب آسيوي في البطولة الآسيوية السابعة أبطال الكؤوس سامي الجابر يناير 1997م.
- أفضل لاعب في السوبر الآسيوي الثالثة سامي الجابر يناير 1997م.
- أفضل لاعب بالبطولة العربية العاشرة لأبطال الدوري سامي الجابر 1994.
- أفضل لاعب في لقاء السعودية وجنوب إفريقيا سامي الجابر بمونديال 98م.
- عاشر هدافي العالم وفق إحصائية الاتحاد الدولي لكرة القدم سامي الجابر يناير 1998م.
- أفضل لاعب محلياً فهد المصيبيح 1981.
- أفضل حارس عبد الله الدعيع ببطولة أمم آسيا مارس 1984م.
- أفضل حارس عبد الله الدعيع ببطولة أمم آسيا بالدوحة مارس 1988م.
- لاعب الشهر بآسيا يوسف الثنيان فبراير 1996م.
- أفضل لاعب بالبطولة الآسيوية أبطال الدوري بالدوحة يوسف الثنيان 1991م.
- أفضل حارس بالبطولة الآسيوية لأبطال الدوري خالد الدايل بالدوحة 1991م.
- أفضل حارس ببطولة أمم آسيا بالإمارات محمد الدعيع فبراير 1996م.
- ضمن قائمة أفضل عشرة حراس بمونديال أمريكا محمد الدعيع فبراير 1994م.
- ضمن التشكيلة المثالية لأمم آسيا محمد الدعيع فبراير 1996م.
- أفضل حارس ببطولة الخليج بالكويت محمد الدعيع 1420هـ.
- أفضل حارس ببطولة الخليج للمنتخبات بالرياض محمد الدعيع 2002.
- أفضل لاعب ببطولة الخليج بالكويت نواف التمياط 2000.
- أفضل لاعب بالبطولة العربية أبطال الكؤوس نواف التمياط بالرياض 2000.
- أفضل لاعب عربي واعد محمد الشلهوب 2001.
- هداف بطولة النخبة خالد التيماوي 1995م والتي أقيمت في الرياض.
- أفضل لاعب في بطولة النخبة خالد التيماوي 1995م والتي أقيمت في الرياض.
- هداف البطولة العربية الحادية عشرة أبطال الكأس والتي أقيمت في الرياض عبد الله الجمعان 2000
- أفضل فريق آسيوي لشهر يوليو 1996م.
- أفضل فريق آسيوي لعام 1997م.
- حارس القرن بآسيا محمد الدعيع فبراير 2000م.
- أفضل لاعب بالسوبر الآسيوي السادسة نواف التمياط فبراير 2000م.
- أفضل لاعب عربي نواف التمياط 2000م.
- لاعب الشهر بآسيا سيرجيو ريكارد أبريل 2000م.
- أفضل مدرب بآسيا بلاتشي ديسمبر 2000م.
- أفضل فريق آسيوي لشهر أبريل 2000م.
- أفضل فريق آسيوي لشهر ديسمبر 2000م.
- أفضل فريق آسيوي لعام 2000م.
- أفضل لاعب عربي سامي الجابر 2001م.
- سادس اللاعبين الصاعدين بالعالم محمد الشلهوب ديسمبر 2001م.
- أفضل حارس ببطولة آسيا لأبطال الكؤوس محمد الدعيع فبراير 2002م.
- أفضل لاعب الشهر بآسيا نواف التمياط مارس 2002م.
- أفضل فريق آسيوي لشهر مارس 2002م.
- عميد لاعبي العالم محمد الدعيع مايو 2005م.
- ثالث لاعبي آسيا محمد الشلهوب فبراير 2007م.
- أفضل لاعب آسيوي ياسر القحطاني 2008م.
- أفضل لاعب بدورة الخليج بعمان ماجد المرشدي 2009م.
- لاعب القرن آسيوياً سامي الجابر باستفتاء موقع ال(فيفا) العربي 2010م.
- هداف الدوري السعودي ناصر الشمراني عام 2014.
- أفضل لاعب في آسيا وهداف دوري أبطال آسيا عام 2014.
- أفضل لاعب في آسيا وهداف دوري أبطال آسيا عمر خربين عام 2017.
- أفضل حارس في البطولة العربية للأندية عبد الله المعيوف 2019.
- أفضل لاعب سعودي في دوري كأس الأمير محمد بن سلمان للمحترفين لكرة القدم محمد كنو 2019.[47]
- أفضل لاعب في آسيا وهداف دوري أبطال آسيا بافيتيمبي غوميس عام 2019.[48]

## تصنيف الأندية الآسيوية
حسب تصنيف موقع https://www.clubworldranking.com/ranking-clubs
آخر تحديث 25 مارس 2018.
| المرتبة الحالية | البلد          | الفريق  |
| --------------- | -------------- | ------- |
| 1               | السعودية       | الهلال  |
| 2               | الصين          | شانغهاي |
| 3               | السعودية       | الأهلي  |
| 4               | كوريا الجنوبية | أولسان  |
| 5               | كوريا الجنوبية | جونبك   |
| 6               | كوريا الجنوبية | سامسونج |

## معرض الصور

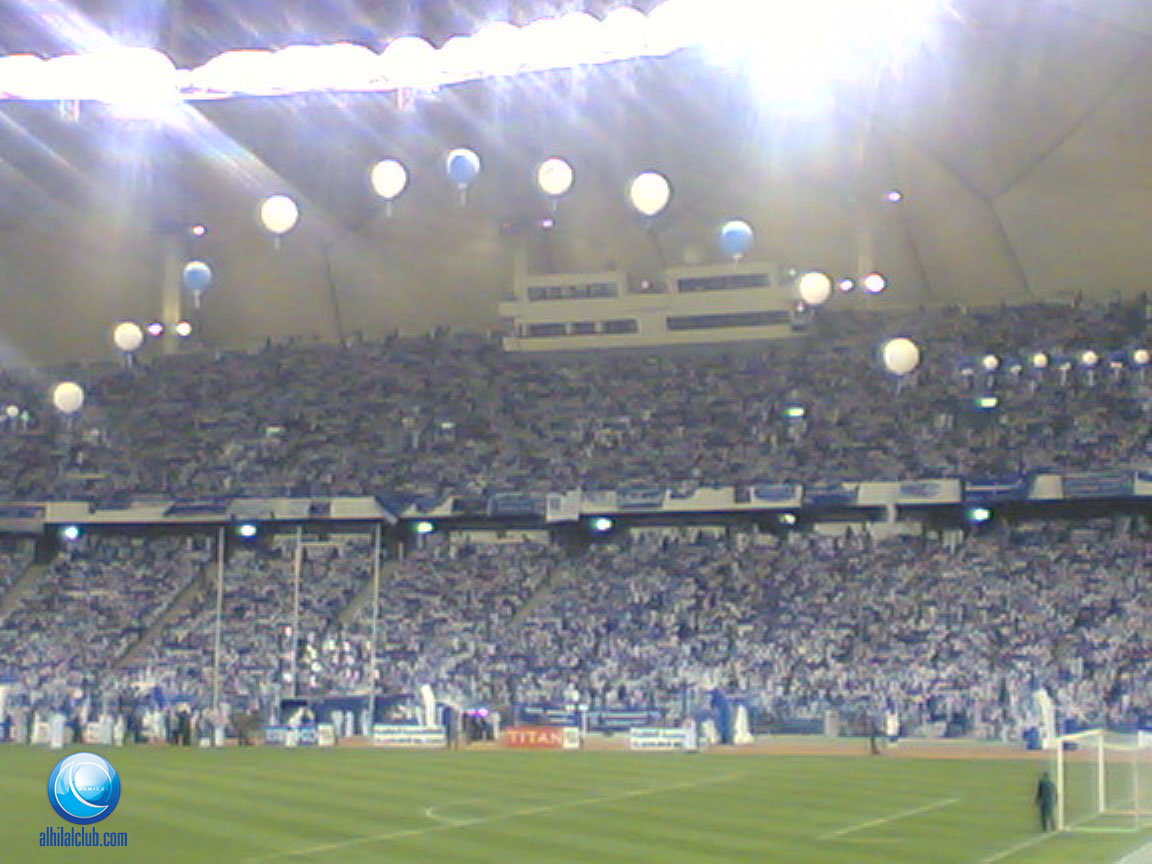
جماهير الهلال في استاد الملك فهد بالرياض
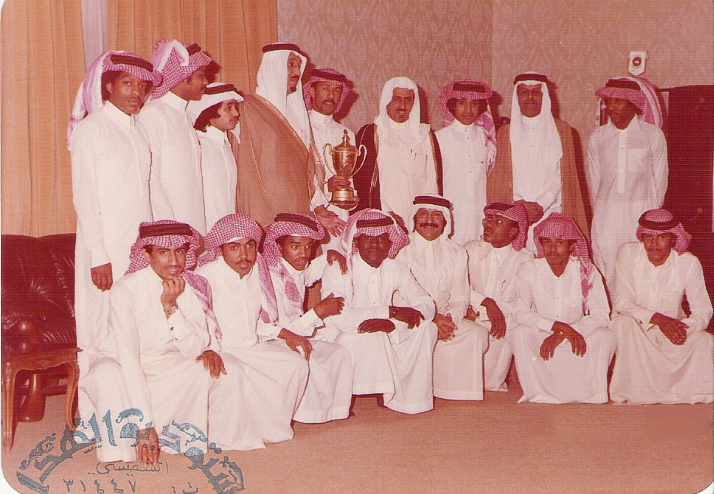
صورة للاعبي الهلال في عام 1400
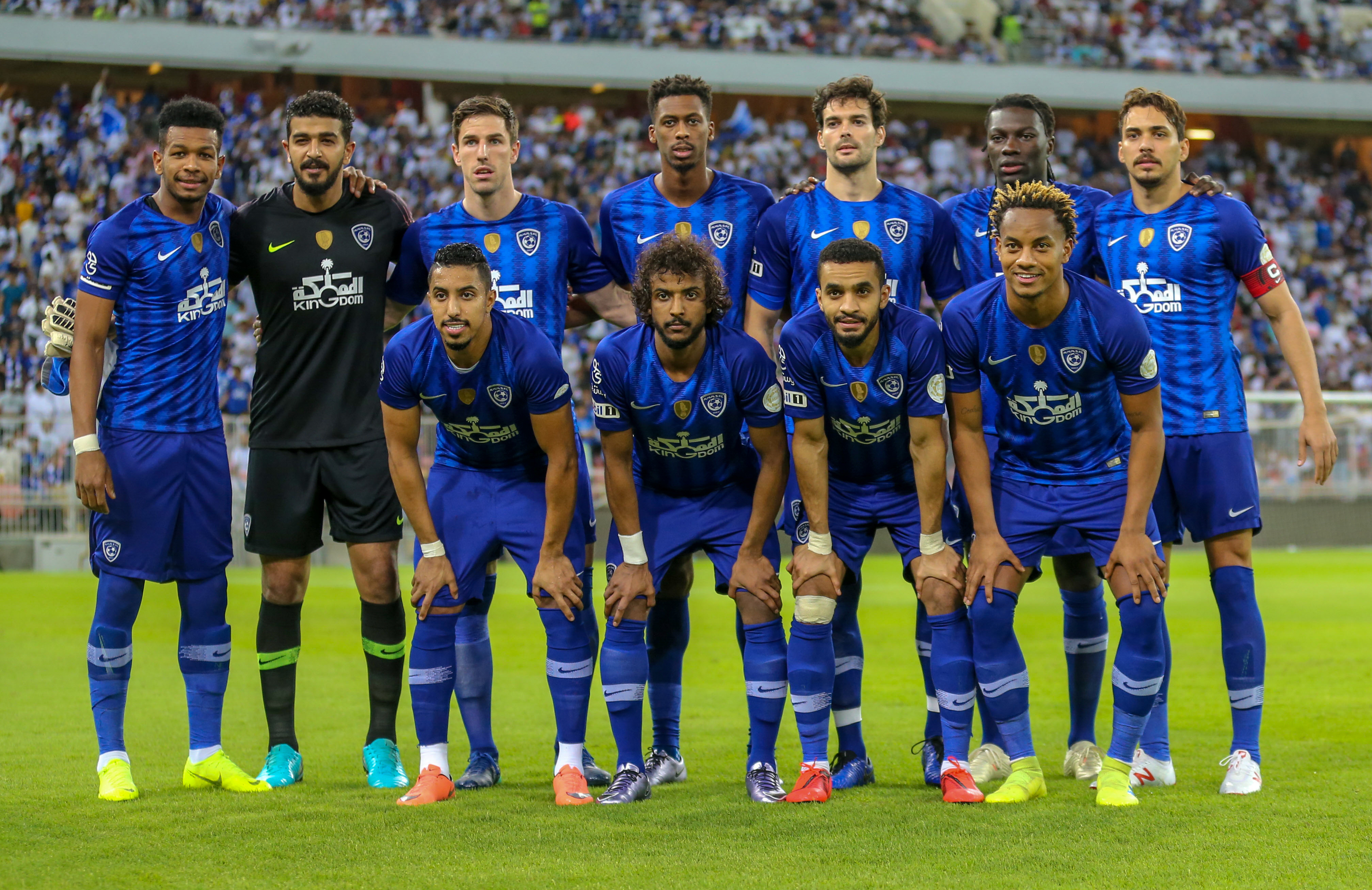
صورة جماعية للفريق في دوري 18-2019
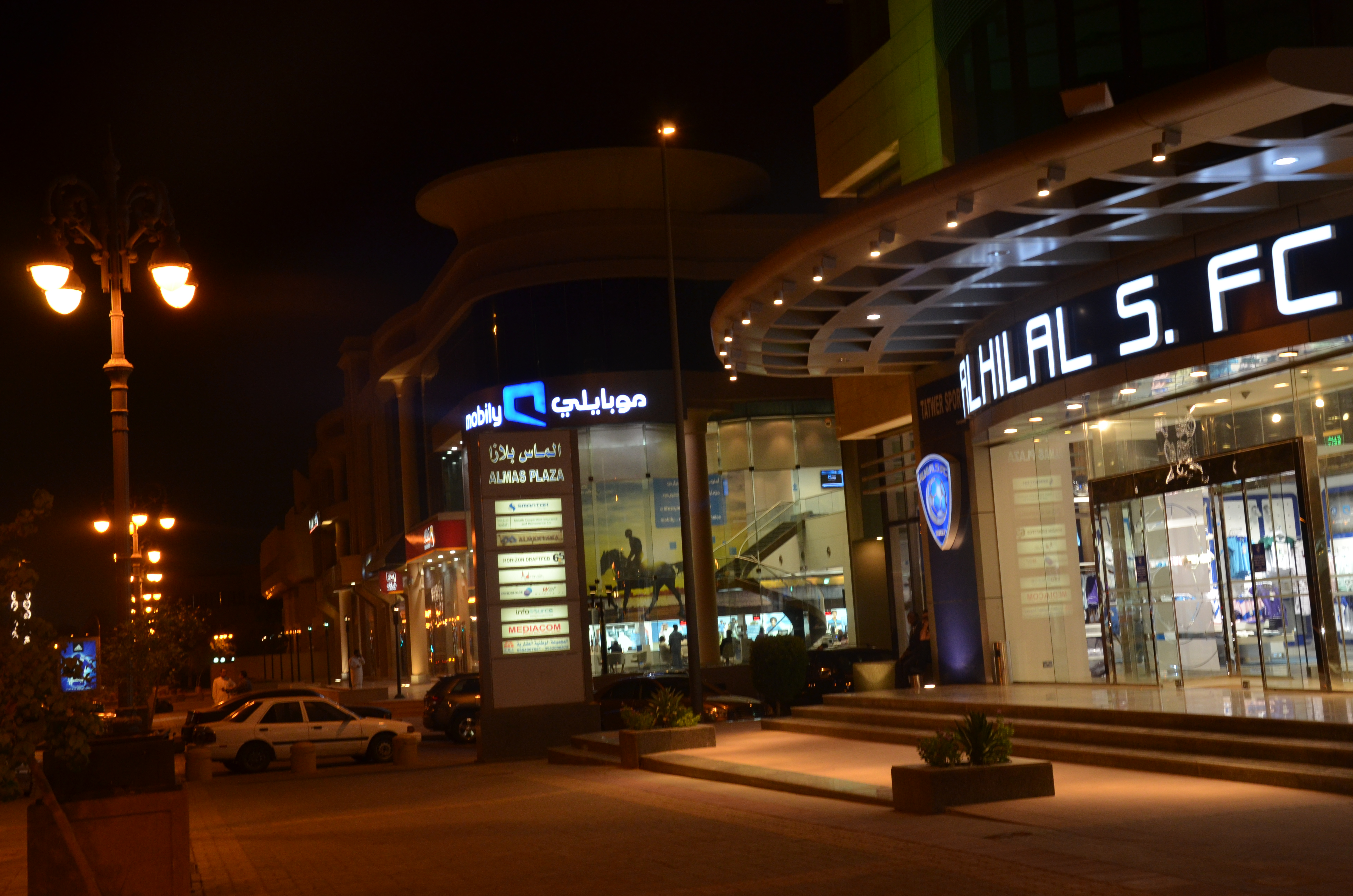
متجر النادي
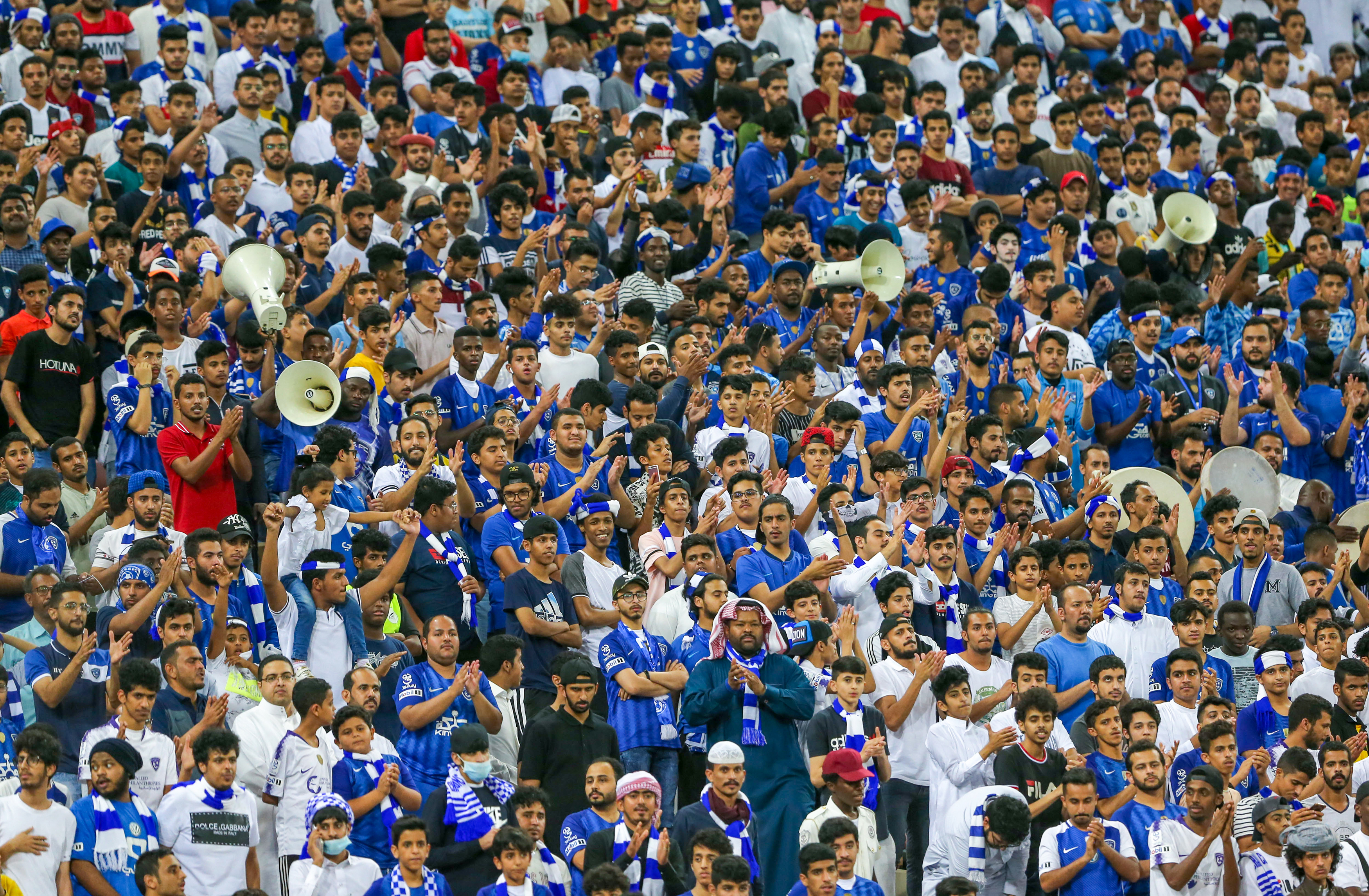
من مدرجات جماهير النادي

## وصلات خارجية
- الموقع الرسمي